# Kevaniella bipunctata
Kevaniella bipunctata är en insektsart som beskrevs av Lucien Chopard 1954. Kevaniella bipunctata ingår i släktet Kevaniella och familjen vårtbitare. Inga underarter finns listade i Catalogue of Life.